# 무림 걸식도사
"무림 걸식도사"(武林 乞食道師)는 한국에서 제작된 김정용 감독의 1982년 영화이다. 정진화 등이 주연으로 출연하였고 유옥추 등이 제작에 참여하였다.

## 출연

### 주연
- 정진화
- 진누리
- 왕룡
- 비운

## 기타
- 조명: 정경희
- 녹음: 김성찬
- 미술: 조경환